# Boromlja
Boromlja (ukrainisch und  russisch Боромля) ist ein Dorf in der ukrainischen Oblast Sumy mit etwa 4200 Einwohnern.

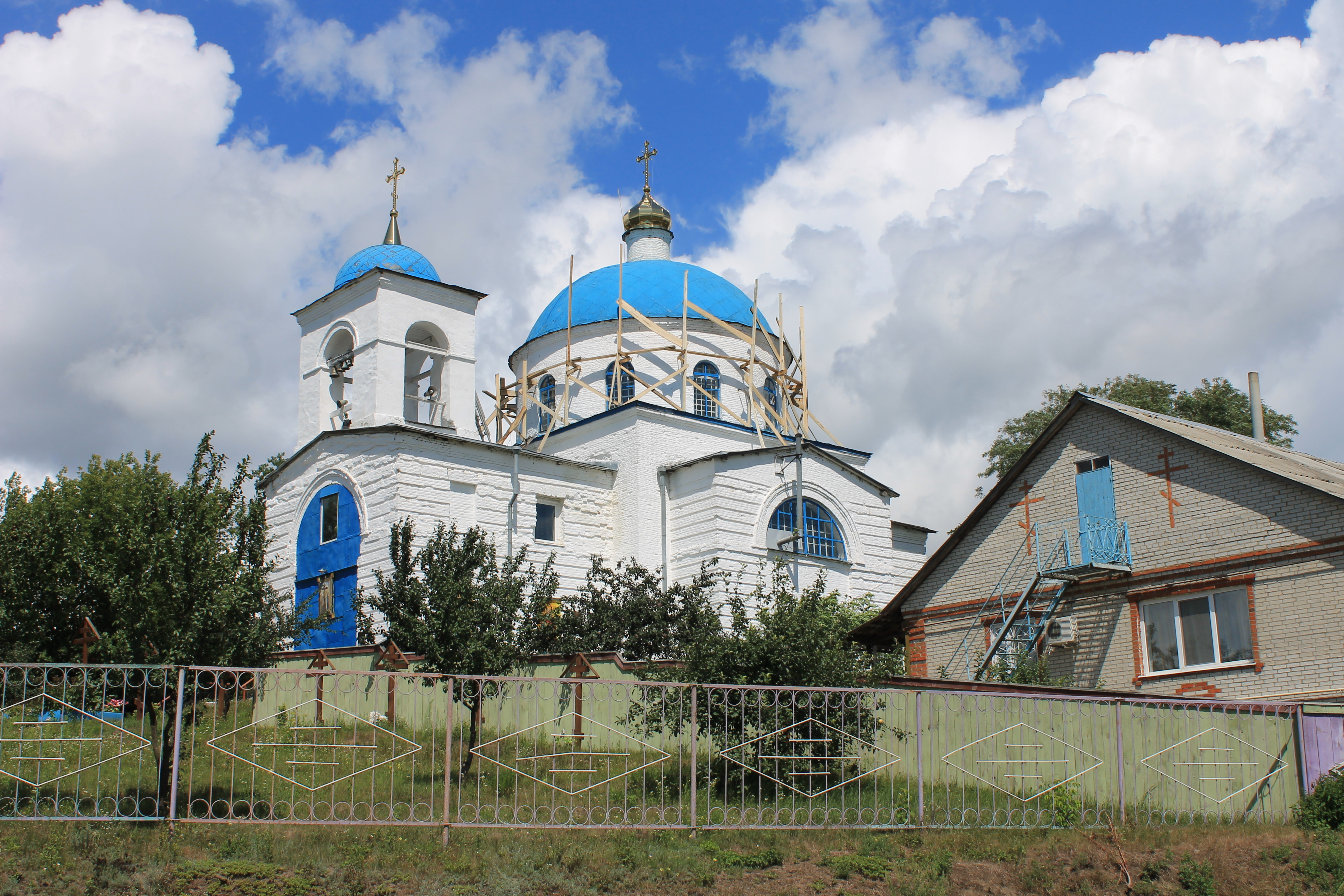
Heilig-Kreuz-Kirche von 1821

Das 1659 gegründete Dorf liegt am rechten Ufer des gleichnamigen Flusses Boromlja, eines etwa 50 km langen Nebenflusses der Worskla, und an der Fernstraße N 12 zwischen dem 17 km südlich liegenden ehemaligen Rajonzentrum Trostjanez und dem etwa 40 km nördlich liegenden Oblastzentrum Sumy.

## Verwaltungsgliederung
Am 4. September 2016 wurde das Dorf zum Zentrum der neugegründeten Landgemeinde Boromlja (ukrainisch Боромлянська сільська громада/Boromljanska silska silska hromada), zu dieser zählten auch die 11 in der untenstehenden Tabelle aufgelisteten Dörfer, bis dahin bildete es zusammen mit den Dörfern Moskowe, Nowhorodske, Parchomiwka, Perschotrawnewe, Schewtschenkiw Haj und Wowkiw die gleichnamige Landratsgemeinde Boromlja (Боромлянська сільська рада/Boromljanska silska rada) im Norden des Rajons Trostjanez.
Am 17. Juli 2020 kam es im Zuge einer großen Rajonsreform zum Anschluss des Rajonsgebietes an den Rajon Ochtyrka.
Folgende Orte sind neben dem Hauptort Boromlja Teil der Gemeinde:
| Name                     | Name          | Name                               |
| ukrainisch transkribiert | ukrainisch    | russisch                           |
| ------------------------ | ------------- | ---------------------------------- |
| Bratske                  | Братське      | Братское (Bratskoje)               |
| Hradske                  | Градське      | Градское (Gradskoje)               |
| Hrebenykiwka             | Гребениківка  | Гребениковка (Grebenikowka)        |
| Moskowe                  | Мозкове       | Мозговое (Mosgowoje)               |
| Nabereschne              | Набережне     | Набережное (Nabereschnoje)         |
| Nowhorodske              | Новгородське  | Новгородское (Nowgorodskoje)       |
| Parchomiwka              | Пархомівка    | Пархомовка (Parchomowka)           |
| Perschotrawnewe          | Першотравневе | Першотравневое (Perschotrawnewoje) |
| Schewtschenkiw Haj       | Шевченків Гай | Шевченков Гай (Schewtschenkow Gai) |
| Schyhajliwka             | Жигайлівка    | Жигайловка (Schigailowka)          |
| Wowkiw                   | Вовків        | Волков (Wolkow)                    |

## Persönlichkeiten
1991 kam der ukrainische Sprinter Witalij Butrym in Boromlja zur Welt.